# Svjetsko prvenstvo u biatlonu 2009.
43. svjetsko prvenstvo u biatlonu 2009. održalo se u Pyeongchangu u Južnoj Koreji od 27. veljače 2009. do 2. ožujka 2009. godine.

## Biatlonci

### Pojedinačno 20 km
Natjecanje održano 17. veljače.
| Medalja | Ime                  | Država | Vrijeme | Zaostatak | Greške  |
| ------- | -------------------- | ------ | ------- | --------- | ------- |
| Zlato   | Ole Einar Bjørndalen | NOR    | 52:28.0 | 0         | 0-0-2-1 |
| Srebro  | Christoph Stephan    | GER    | 52:42.1 | +14.1     | 1-0-0-0 |
| Bronca  | Jakov Fak            | HRV    | 52:45.1 | +17.1     | 0-0-0-1 |

## Tablica odličja
| Mjesto | Nacija    | Zlato | Srebro | Bronca | Ukupno |
| ------ | --------- | ----- | ------ | ------ | ------ |
| 1      | Norveška  | 3     | 1      | 3      | 7      |
| 2      | Njemačka  | 2     | 0      | 0      | 2      |
| 3      | Švedska   | 1     | 1      | 0      | 2      |
| 4      | Francuska | 1     | 0      | 0      | 1      |
| 5      | Rusija    | 0     | 1      | 2      | 3      |
| 6      | Slovenija | 0     | 1      | 0      | 1      |
| 7      | Hrvatska  | 0     | 0      | 1      | 1      |

## Hrvatska reprezentacija biatlonaca

### Biatlonci
- Jakov Fak
- Andrijana Stipaničić Mrvelj